# 79 v.Chr.
Het jaar 79 v.Chr. is een jaartal volgens de christelijke jaartelling.

## Gebeurtenissen

### Italië
- De 59-jarige Lucius Cornelius Sulla trekt zich terug uit de politiek en verblijft op zijn landgoed in Puteoli (huidige Pozzuoli), waar hij zijn memoires schrijft.
- Quintus Sertorius verslaat in Hispania Ulterior een Romeins expeditieleger (2 legioenen) en sticht met steun van de Kelt-Iberiërs een eigen staat.
- Marcus Tullius Cicero vertrekt voor een studiereis naar Athene en Rhodos.

## Geboren
- Tullia Ciceronis (~79 v.Chr. - ~45 v.Chr.), dochter van Marcus Tullius Cicero